# Оренбургское высшее зенитное ракетное училище (военный институт)
Оренбургское высшее зенитное ракетное училище (военный институт) (ОВЗРУ (ВИ)), ОЗАУ, ОВЗРККУ, ВУ ВПВО ВС РФ (филиал, г. Оренбург) — военное высшее учебное заведение.

## История
На территории училища в разное время располагались воинские формирования:
В советский период — кавалерийское училище красных командиров и части 11-й кавалерийской дивизии.
В период с 1867 по 1920 года Оренбургское казачье училище и отдельные воинские части гарнизона.
При существовании Оренбургской крепости располагался 9-й полубастион, артиллерийский (пушечный) двор (склады и мастерские). Пушечный двор, кузница, бастион Оренбургской крепости является памятником архитектуры. Поставлены на государственную охрану постановление Совета Министров РСФСР № 624 от 04.12.1974. Категория охраны: федеральная. Код памятника: 5600000014. Состояние: здания двора и фрагмент бастиона сохранены. Вход в подземный ход бастиона взорван в конце 1970-х годов (аварийное состояние). Кузница крепости снесена в 1990-х годах (отсутствие финансирования на ремонт здания) решением начальника училища г-м Чукиным Л. М.

### Создание и становление (1936—1941)
1936 Для подготовки командного состава противовоздушной обороны в г. Оренбурге  была сформирована Оренбургская зенитной артиллерии военная школа (Директива Генштаба РККА № 4/2/20446 от 26.12.1935 г.). 
Начальником школы назначен участник гражданской войны, начальник 3-го отдела Инспекции Артиллерии РККА полковник Виктор Брониславович Заборовский, награждённый орденом Красной Знамени. 2 апреля 1936 - приказом Министра Обороны СССР от 30.05.1959 установлен День училища.  Октябрь - окончание формирования школы и первый набор курсантов в количестве 200 человек из числа призывников Орского и Бузулукского райвоенкоматов и красноармейцев войсковых частей.
В школу принимались юноши в возрасте 17-23 года с образованием не ниже 9 классов средней школы. Школа располагала 16 боевыми и одной учебной пушкой образца 1931 года, тремя прожекторными станциями на автомобилях, имела в качестве транспортных средств 7 тракторов ЧТЗ, 6 автомобилей ГАЗ-А и одну санитарную машину. Первый выход училищной многотиражной газеты «Наш прицел».
Структура школы: управление, дивизион курсантов двухбатарейного состава (1 батарея — 76-мм пушек и 2-я батарея 37-мм пушек), артиллерийский дивизион и взвод управления, прожекторная рота, парковая рота со всеми службами и авиаотряд.
1937 Март, 16 — Школа зенитной артиллерии приказом Наркома обороны от 6.03.1937 № 36 преобразована в Оренбургское училище зенитной артиллерии. 20 марта — училищу присвоено имя Г. К. Орджоникидзе. Увеличение набора курсантов до 400 человек. Училище посещает Командующий войсками Приволжского военного округа командарм 2 ранга П. Е. Дыбенко. Проведены трёхдневные тактические учения, а затем учебно-боевые стрельбы по конусу, буксируемому самолётом из 76 мм пушек образца 1931 г. с использованием ПУАЗО-2. Многотиражная газета стала называться «Боевая учёба».
1938 Май — увеличение курсантских батарей до 12 с распределением по 4 дивизионам (командиры: Гончаренко А., Самойлов Н. М., Ставцев И. В., Бирюков М.). Проведена первая спартакиада. Первенство по лёгкой атлетике и плаванию. Марш-бросок на 35 км, в том числе 1 км в противогазах. Лучший результат — 6 часов 7 минут. Октябрь — произведён первый досрочный выпуск.
1939 Январь — выпуск офицеров. Февраль, 23 — весь личный состав училища во главе с начальником училища приняли Военную присягу на верность своему народу. Срок подготовки сокращён на полгода. Пять курсантов закончили училище с отличием, остальные — по первому и второму разряду. Отдельным выпускникам присвоено звание политрука (Михалов В. С., Лобанов С. Д., Морев П. И. и др.). Май — обмен партийных и комсомольских документов. Отдельные выпускники (Просин Н. В., Болохвитков В. Н., Грибанов Т. А., Николаев К. А., Руденко Д. С., Наумов Н. И. и др.) участвовали в разгроме японской группировки войск в районе реки Халхин-Гол (МНР). Снижен призывной возраст с 21 до 19 лет, а для учащихся средних школ — до 18 лет. Сентябрь — второй очередной выпуск лейтенантов, а также первый выпуск курсов младших лейтенантов. Всего выпущено 963 человека. Декабрь — формирование из бойцов дивизиона обеспечения зенитно-артиллерийской батареи для отправки на фронт в Финляндию.
1940 Февраль — очередной (третий) выпуск (24 — с отличием, 229 — по первому и 109 — по второму разряду) и досрочный выпуск добровольцев курсантов для отправки на фронт (Виноградов С. Н., Волков П. В., Гоцеридзе Д. В., Журавлёв М. А., Клеймёничев Г. А., Кордас М. Н., Маракурин В. Н., Медянцев В. П., Половников Я. Н., Помозов Л. Ф., Савельев М. М., Стандин А. П., Холманских В. Ф., Хорин Г. П., Чеботарёв Н. Г., Шевченко И. И., Ярдаков Г. А.). Из членов семей военнослужащих сформировано несколько бригад младшего медицинского персонала, которые безвозмездно работали в военном госпитале. Март — получены новые программы подготовки, основное внимание уделяется на практическую составляющую. Больше внимание уделялось специальной подготовке. Учебный день продлён до 10 часов. 15 % учебного времени отводится на самостоятельную подготовку под руководством преподавателя. Поступили новые образцы вооружения для изучения: 76-мм зенитные пушки обр. 1939 г., 85-мм зенитные пушки обр. 1939 г., ПУАЗО-3. Август — училище передано в ведение Главного артиллерийского управления Красной Армии. Октябрь — училище перешло на четырёхбатарейный состав дивизионов. Военные комиссары упразднены, введена должность — заместитель командира по политической части.

### Подготовка кадров в годы Великой Отечественной войны (1941—1945)
В преддверии Великой Отечественной войны училище осуществило пять досрочных выпусков (с  лета 1939 года по  апрель 1941 года) и подготовлено 2020 командиров-зенитчиков. Общая численность переменного состава составила 1600 человек.
1941 Апрель, 31 — досрочный (4) выпуск (38 на «отлично», 355 — по второму разряду, 310 — по третьему). Июнь-июль — в училище было зачислено 1447 человек. Училище переведено на программы с сокращённым сроком обучения (6-9 месяцев). Ряд предметов был исключён из программы обучения. Теоретическая часть дисциплин была сведена до минимума. Обучение носило исключительно практический характер. Занятия проводились по 12-14 часов в сутки. , Проводились боевые артиллерийские стрельбы с 2 дивизионами. Менее успешно проведены стрельбы по наземным целям (танкам). Также решались задачи формирования частей и подразделений по плану мобилизации: танкового и кавалерийского училищ, частей 360-й стрелковой дивизии, батальонов политбойцов Оренбуржья. Июль — оборудован госпиталь под раненных на 7 палат силами семей военнослужащих (средняя школа № 27 г. Оренбурга), начало сбора средств в фонд обороны. 20 июля — досрочный выпуск 147 человек без экзаменов по среднегодовым оценкам в звании лейтенанта, из них 60 человек распределено в распоряжение Военного совета Московского военного округа. Август — собрано училищем 38000 р., более 156000 облигаций гос.займа, 33000 р. отчислено из зарплат, внесены ценности в виде золота и серебра. Сентябрь, 3-10 — проверка училища штабом Приволжского военного округа. Октябрь — из числа курсантов училища сформирован стрелковый батальон для отправки на фронт. Ноябрь-декабрь — выпущено 424 политработника, позже 501 политработник и 630 лейтенантов, из них 200 для защиты Москвы. Училище внесло 50000 р. на строительство танковой колонны.
1942 Январь, 2 — выпуск 80 политработников. Проведены двухсторонние тактические учения двух дивизионов. Апрель — выпуск 892 офицера. Набор 173 военнослужащих, прошедших школу войны. Май-август — организованы курсы подготовки трактористок-женщин для совхозов и совхозов области (142 человека, из них выпущено на хорошо и отлично — 105). 70 % выпускниц ушли добровольцами на фронт. Июль — переход на десятимесячный срок обучения, училище подвергалось проверки Начальника отдела вузов Войск ПВО территории страны. В 1942 в связи с выходом фашистских войск в район Сталинграда, на училище была возложена задача противовоздушной обороны города Чкалова (Оренбурга) с трёх огневых позиций (ул. Шевченко, ЖД мост через р. Урал, рядом с училищем). Курсанты круглосуточно несли боевое дежурство. Сентябрь — из числа курсантов была сформирована зенитная батарея в составе 200 человек, которая убыла на стажировку в Сталинградский корпусной район ПВО. Батарея участвовала в боях по обороне Сталинграда, окружении и уничтожении группировки немецко-фашистских войск. Ноябрь — 8 выпуск (592 человек). Члены семей военнослужащих собрали для семей эвакуированных и детского дома № 5 — одежду, обувь, посуду, постельные принадлежности. Взяли детей на воспитание погибших воинов (Григорьева Л., Смирнова Е., Ельчева В.).
За 1942 училище подготовило для нужд фронта 1494 командира-зенитчика.
За 1941—1942 годы противник потерял 4652 самолёта, из них 2035 были уничтожены огнём зенитной артиллерии. В этом количестве сбитых самолётов, есть доля выпускников училища.
1943 Январь — Училище имело: 85-мм пушек — 15, 87,6-мм пушек — 6, 37-мм пушек — 5, ПУАЗО — 10, дальномеров — 12. Курсанты, не окончив курс обучения ушли добровольцами в авиадесантные войска. Выпущено 387 политбойца. Введены новые знаки различия — погоны. Из вновь набранных курсантов сформированы 4 и 7 батареи. Выпуск 01.1942 отстрочен, ввиду новых требований программы. Февраль — досрочный выпуск 33 лейтенантов, 11 младших лейтенантов. Введена стажировка в войсках действующей армии (Сталинград — 160 человек, Воронеж — 50, Тула — 50, Бологое — 100). Март — 10 выпуск — 48 человек по 10 месячной программе. 3-11 марта — выпуск 302 курсанта по 3-курсовой программе. Май — 11 выпуск по 10-месячной программе (лейтенантов — 76, младших лейтенантов — 73). Июнь — стажировка 1-го дивизиона в составе трёх батарей в г. Горьком (автозавод) под руководством подполковника Степенко Ф. А. Курсанты получили боевой опыт. Июль — стажировка 200 курсантов в Горьковском корпусном районе ПВО под руководством майора Ф.И Савинова. Приняли участие в боевых действиях Горьковского района ПВО. Сентябрь — 12 выпуск (204 младших лейтенантов). Реорганизация штатной структуры училища (сокращение до 2 дивизионов со штатной численностью 800 человек). Переход на новые сроки обучения. Октябрь — 13 выпуск (190 офицеров).
За право воевать в составе зенитной батареи малого калибра, построенной на средства, собранные личным составом училища, и переданной Московскому фронту ПВО развернулось соревнование, по этому командование училища обратилось с ходатайством в Военный Совет ПВО территории страны разрешить укомплектовать эту батарею курсантами-выпускниками, отлично закончившими училище. За патриотическую инициативу и материальную помощь фронту Председатель Государственного Комитета Обороны СССР прислал на имя командования училища телеграмму:

Передайте курсантам, командирам, членам семей начсостава и вольнонаёмным работникам и служащим ЧЗАУ, собравшим 335 тысяч 696 рублей на строительство батареи малокалиберных зенитных пушек, боевой привет и благодарность Красной Армии. Желание личного состава будет выполнено. И. Сталин.
— Оренбургское Краснознамённое. М.: Воениздат, 1988, с. 67
В 1943 комплектование училища проводилось, как правило, только за счёт кандидатов, прибывших из частей действующей армии.
1944 Январь — выпущено 182 младших лейтенанта по 10 месячной программе. Май — стажировка преподавательского состава в войсках. Август, 18 — училищу вручено Красное Знамя нового образца. Октябрь — декабрь — три выпуска (по 1 разряду — 90 человек, по 2-му — 294, по 3-му — 283).
Всего в годы войны сделало 12 выпусков и подготовило около 5000 офицеров.

### Послевоенный период, как среднее военно-учебное заведение (1945-1968)
1945 Осень — переход на двухгодичный срок обучения. Сентябрь — проведены артиллерийские стрельбы (2 курс). Декабрь — выпуск курсантов набора 1944 по ускоренной программе, проверка училища комиссией Командующего артиллерией Южно-Уральского военного округа.
1946 Переход на трёхгодичный срок обучения. Курсантам стал предоставляться краткосрочный отпуск. С руководящим составом училища проведена военная игра округа. В училище введена зачётная система. Август — выпуск офицеров, набора 1944 по сокращённой программе. Введён курс лекций по истории Великой Отечественной войны.
1947 Созданы лаборатории по тактике, стрельбе, приборам, радиотехническим средствам. Первый раз после войны курсантов вывели в лагеря. Во время войны в лагерях размещались воинские формирования. В связи с этим были оборудованы большие землянки, вместительностью 250—300 человек каждая. К 1947 земляные казармы, клуб, столовая, классы пришли в негодность. В короткие сроки созданы условия для проживания и учёбы курсантов. Сентябрь — первый послевоенный выпуск лейтенантов.
1948 Введены зачёты по военно-инженерной подготовке, противохимической защите, военной администрации, высшей математике.
1949 Август — выпуск офицеров по трёхгодичной программе. Накануне государственных экзаменов проведены боевые артиллерийские стрельбы и тактические учения. Декабрь — поступил 100-мм зенитный комплекс.
1950 Поступили 57-мм автоматические зенитные пушки и ПУАЗО-7. В учебном корпусе созданы специальные классы с образцами зенитных орудий, приборов, зенитно-пулемётных установок, радиолокационных станций СОН-4 и СОН-9, стендами и панорамами.
1952 Открыта комната истории училища с доской почёта.
1953 Училище подвергалась инспекции Командующего артиллерией Советской Армии.
1954 Наряду с подготовкой специалистов зенитной артиллерии (командиров огневых взводов и взводов управления), училище приступило к подготовки командиров приборно-радиотехнических взводов.
1957 Май - июнь — Училище инспектировала комиссия Министра обороны СССР.
1958 Февраль — училище переименовано в Оренбургское зенитное артиллерийское училище имени Г. К. Орджоникидзе и 17 февраля перешло в состав приволжского военного округа в связи с расформированием Южно-Уральского военного округа. Сентябрь — училище приступило к подготовке офицеров-ракетчиков, в связи с поступлением на вооружение войск ПВО Сухопутных войск зенитных ракетных комплексов и радиотехнических средств.
1954 14 Сентября — весь личный состава училища принял участие в войсковых учениях с применением атомного оружия, проводимых Министром обороны СССР Жуковым Г.К. (пгт. Тоцк, Оренбургской области). Зенитный полк из числа курсантов был отмечен приказом Командующего артиллерией Советской Армии.
1960 Организована и проведена первая войсковая стажировка курсантов выпускного курса в зенитных ракетных частях после войны. Курсанты приняли участие в учениях войск.
1961 Осенью училище посетил Герой Советского Союза Ю. А. Гагарин.
1962 Открыта курсантская чайная. 79 курсантов выпускного курса в ходе стажировки сдали экзамен на классность «Оператор 3 класса технических средств». Кандидат в депутаты Совета Национальностей Верховного Совета СССР Маршал Советского Союза К. С. Москаленко посетил училище, встретил с личным составом и оставил в Книге почётных посетителей запись: «Дорогие избиратели, воины-зенитчики, желаю Вам дальнейших замечательных успехов в овладении сложной боевой техникой, в претворении в жизнь требований XXII съезда КПСС по обеспечению безопасности нашей любимой Родины»
1963 Создан нештатный методический кабинет. Проведено совместное тактическое учение с войсками под руководством Командующего войсками округа генерал-полковником И. Г. Павловским. Создан смешанный хор с работниками Оренбургской швейной фабрики № 1 под руководством военного дирижёра старшего лейтенанта Гайденко И. Д. Написана песня «Идут оренбуржцы-зенитчики». Слова — В. И. Голясова. Музыка — И. Д. Гайденко. Классно-групповые занятия с курсантами заменены семинарами. В учебном процессе применены групповые обучающие машины (ГОМ-1 и ГОМ-2К, построенного на базе телеграфного аппарата СТ-35). Разработчики: Н. В. Просин и Д. И. Тенен. Создан первый в городе и области класс по программированию. Реализовано 69 рационализаторских предложений. Оборудовано два военных городка в полевом учебном центре под руководством полковников Н. П. Наумова, Д. И. Тенена, майора В. М. Попова, старшины Н. С. Шагиморданова.
1964 Первым мастером спорта СССР в училище стал лейтенант Ращупкин Е. А.
1965 Снят любительский кинофильм «Курсантские будни». Сценарий подполковника Гончара-Зайкина. Музыка старшего лейтенанта Гайденко И. Д. Издан очерк по истории училища (1936—1965). Подготовлено 3 тома выписок из архивных материалов об училище. Собран альбом фотографий, записаны беседы с ветеранами училища на магнитную плёнку. Более 150 офицеров, курсантов и солдат написали рапорта с просьбой отправить их добровольцами для оказания помощи народу Вьетнама в вооружённой борьбе против американских агрессоров. 30 воинов-водителей направлены на целину Казахстана.
1966 К 30-летию училища введён в эксплуатацию 2-й учебный корпус, где оборудована комната истории училища. На территории сооружена теплица для выращивания овощей в зимнее время. На базе училища проведены сборы руководящего состава вузов войск ПВО Сухопутных войск. Училище имело 6 мастеров и 5 кандидатов в мастера спорта СССР.
В конце 1960-х годов училище было переведено в разряд высших военно-учебных заведений, что потребовало в ограниченные сроки укомплектовать его квалифицированными преподавателями, поднять уровень учебно-методической работы, создать необходимую учебно-лабораторную базу, перейти на новую организационно-штатную структуру, где основу составили не циклы, а кафедры. Одновременно училище завершало подготовку курсантов, обучавшихся по программе среднего училища.
1968 Февраль — награждено орденом Красного Знамени. Июль, 17 — училище переименовано в Оренбургское высшее зенитное артиллерийское командное Краснознамённое училище имени Г. К. Орджоникидзе. Циклы заменены кафедрами.Сентябрь, 1 — переход на четырёхгодичную программу обучения.

### Высшее военное учебное заведение (1968—2008)
1969 Создана военно-патриотическая школа с двухгодичным сроком обучения для юношей 9—10 классов под руководством полковника запаса Н. М. Якшина.
1970 Сдан в эксплуатацию курсантский клуб. Училище посетил Герой Советского Союза А. С. Елисеев. Курсант выпускного курса В. В. Торшин выполнил норму мастера спорта международного класса и выполнил рекорд стрельбы из пистолета. К концу года в училище был 31 кандидат в мастера спорта. Сформирован батальон для оказания помощи в уборке урожая в Оренбургской области.
1971 Девиз года: «Год 24 съезда КПСС — год отличной учёбы». Последний выпуск офицеров, обучавшихся по программе среднего училища. Введён курсовой проект. Военно-патриотической школе присвоено имя А. А. Брыкина.
1972 Первый выпуск офицеров с высшим военно-специальным образованием.
1973 Май, 23 — преобразовано в Оренбургское высшее зенитное ракетное командное училище имени Г. К. Орджоникидзе. Октябрь — начало работы курсов по подготовке военных специалистов войск ПВО для армий Варшавского Договора: Чехословацкой Народной Армии и Национальной Народной Армии ГДР.
1989 Июль — выпущено 248 человек, в том числе с золотой медалью 3 человека. Сентябрь — на базе кафедра радиолокационных станций наведения образована кафедра зенитного ракетного вооружения ЗРС средней дальности (С-300В). Первым начальник кафедры был назначен полковник В. С. Безносик.
1990 Создан автоматизированный командный пункт и переоборудованы стартовые позиции зрбатр изучаемых комплексов. Выпущено 337 человек, в том числе с золотой медалью 4 человека.
1991 На базе училища проведён методический сбор руководящего состава вузов и учебных центров войск ПВО СВ под руководством начальника войск ПВО СВ генерал-полковником Ю. Т. Чесноковым. Выпущено 302 человека, в том числе с золотой медалью — 3 человека.
1992 Проведены организационно-штатные мероприятия, исключена кафедра боевого применения и общей тактики, на неё база создана кафедра тактики (общей). Кафедру возглавил полковник Ю. В. Крутиков. Завершено строительство тактического поля с контрольной полосой, участка переправы, инженерного и химического городков. Принята в эксплуатацию новая столовая на 2000 посадочных мест. На основании Директивы Главного штаба Сил общего назначения Д-564/0576 от 16.05.1992 образована кафедра радиолокационных станций разведки и АСУ РТС и ЗРК. На базе старой столовой началось создание нового учебного корпуса для кафедры РЛС разведки и АСУ. Созданы учебные классы с материальной частью. Возглавил кафедру доцент полковник Г. А. Бостриков. Оборудована учебная площадка, на которой размещались изучаемые средства РЛС разведки и АСУ. Кафедра приступила к подготовки специалистов. Выпущено 276 человек, из них 6 человек с золотой медалью.
1993 Поступили новые образцы средств автоматизированного управления. Училище приступило к подготовки учебно-материальной базы и разработки учебных планов и программ в связи с переходом на пятилетний срок обучения. Выпущено 276 человек, в том числе 2 человека с золотой медалью.
1994 Сентябрь, 1 — переход на пятилетний срок обучения.
1995 Первый выпуск специалистов по средствам радиотехнической разведки и АСУ РТС и ЗРК (2 взвода).
1998 Август — училище приобрело статус Военного университета войсковой ПВО ВС РФ (филиал, г. Оренбург).
2005 Переименовано в Оренбургское высшее зенитно-ракетное училище (военный институт).
2008 Июнь — 88 (последний) выпуск училища.
Распоряжением Правительства Российской Федерации от 8 февраля 2008 № 137-р училище ликвидировано и в декабре 2008 подготовка курсантов передана в Военную академию войсковой противовоздушной обороны Вооружённых Сил Российской Федерации имени Маршала Советского Союза А. М. Василевского. Всего подготовлено училищем для государства 25022 офицера.
С 01.09.2010 размещается Оренбургское президентское кадетское училище.
За весь период существования училища награждено 3474 человека. Звания Героя Советского Союза удостоены 9 человек, Героя Социалистического Труда — 1 человек. Награждены: орденом Ленина — 13 человек; орденом Красного Знамени — 36 человек; орденом Красной Звезды — 131 человек; медалью «За боевые заслуги» — 265 человек.
Более 120 бывших курсантов стали генералами. Среди них В. К. Авдеев, П. С. Бимбаш, М. П. Воробьёв, В. Д. Годун, В. В. Дёмин, П. В. Дианов,Н. А. Джуламанов, П. В. Дианов, А. С. Золотухин, Е. М. Краскевич, П. И. Марков, И. А. Печерей, А. Т. Потапов, А. В. Тамгин, В. И. Чебатарев, Ю. Д. Чевокин, Ю. Т. Чесноков, А. С. Шерстюк.
В разные годы училище посетили маршалы Советского Союза Министр обороны СССР Р. Я. Малиновский (12.03.1958), В. Д. Соколовский (1966), К. С. Москаленко (1962, предвыборная кампания), маршал артиллерии В. И. Казаков (1952, апрель 1959), лётчики-космонавты СССР Ю. А. Гагарин, А. С. Елисеев.

## Начальники и заместители начальника училища
| Годы            | Начальники | Заместители |
| --------------- | --- | --- |
| 1936—1938       | полковник Заборовский, Виктор Брониславович                                                                                                | полковой комиссар Скабланович М. А., полковой комиссар Крайнов П.C., военинженер Иванов Ф. А., интендант 2 ранга Волочков В. А.                                                                    |
| 07.1938—10.1941 | майор (полковник — с 05.1941) Рыбаков, Михаил Иванович                                                                                     | батальонный комиссар Барьюдин Л. А., полковник Волочков В. А., полковник Иванов Ф. А. |
| 10.1941—02.1943 | полковник Чемеринский А. И. | |
| 02.1943—08.1943 | полковник Алымов, Пётр Семёнович | |
| 08.1943—08.1945 | полковник Орловский, Владимир Степанович                                                                                                   | полковник интенданской службы Волочков, Виктор Алексеевич |
| 08.1945—09.1947 | генерал-майор артиллерии Каменский, Иван Гаврилович                                                                                        | полковник Степченко, Ф. А., полковник Петушков М. С., полковник Барьюдин Л. А., полковник Закладной С. П., полковник Дубовой П. А., полковник Савинов Ф. И.                                        |
| 09.1947—12.1951 | генерал-майор артиллерии Петров, Александр Николаевич                                                                                      | полковник Закладной С. П., полковник Худяков, Иван Фёдорович (с 03.1948), полковник Ананасенко И. В.                                                                                               |
| 12.1951—10.1963 | генерал-майор артиллерии Ставцев, Иван Васильевич                                                                                          | полковник Миронов Ф. Г., полковник Грудяев Л. Т. (1956—1959), полковник Моряков А. С. |
| 10.1963-1967    | полковник (c 05.1966 — генерал-майор артиллерии) Летун, Михаил Антонович, участник Великой Отечественной войны                             | |
| 1967—1972       | полковник Шерстюк, Александр Васильевич, выпускник 1941, кандидат военных наук, участник Великой Отечественной войны                       | подполковник (полковник) Мальцев Н. П., инженер-подполковник (полковник) Скляров Г. И., подполковник интендантской службы П. М. Бацукин, полковник Г. П. Роговик (с 1969), полковник Шевцов Н. М., |
| 04.1972-1967    | полковник (c 11.1973 генерал-майор артиллерии) Хазов, Алексей Степанович, участник Великой Отечественной войны                             | полковник |
| 1974—1983       | генерал-майор (с 05.2008 генерал-лейтенант артиллерии) Потапов, Александр Тимофеевич, выпускник 1949, участник Великой Отечественной войны | полковник Мельник В. Я., полковник Мальцев, полковник Попов И. Я., полковник Чернов Ю. Г., полковник Перетятько В. И., полковник Лыткин Ю. С.                                                      |
| 1983-1989       | генерал-майор Шляпкин Б. В | полковник Селюков О. Н., полковник Купрейченко В. И., полковник Щедрин А. И., полковник Зверьков В., полковник Скворцов П. В.                                                                      |
| 1990—1993       | генерал-майор Вербицкий Г. Д. | полковник Селюков О. Н., полковник Купрейченко В. И., полковник Щедрин А. И., полковник Зверьков В., полковник Скворцов П. В.                                                                      |
| 1993—1997       | генерал-майор Тамгин, Александр Васильевич                                                                                                 | полковник Петров В. И., полковник Карабанов Н. Д., полковник Шендин А. И., полковник Козлов Н. Н., полковник Телегин А. Н.                                                                         |
| 1997—2005       | генерал-майор Чукин, Лев Михайлович | полковник Тагиров Р. Б., полковник Мирошниченко Н. Г., полковник Телегин А. Н., полковник Шевчун Ф. Н., полковник Шматков С. А., полковник Шендин А. И., полковник Долгов В. Н.                    |
| 2005―2008       | генерал-майор Дёмин, Владимир Васильевич                                                                                                   | полковник Мирошниченко Н. Г., полковник Шевчун Ф. Н., полковник Долгов В. Н., полковник Бляхарский Е. В.                                                                                           |

- Волкова И., преподаватель математики (1937)
- Набойкин А. А., капитан (1939)
- Кульчинский В. Д., капитан (1939)
- Старцев Т., преподаватель цикла социально-экономических дисциплин (1940)
- Щёголев С., старший политработник, преподаватель истории партии (1942)
- Коваль Е., старший лейтенант, преподаватель артиллерии (1942)
- Савинов Ф. И., майор, преподаватель тактики (1943)
- Матюшкин Д. Я., подполковник, преподаватель тактики (1943)
- Лапшин К. Н., майор, преподаватель артиллерии (1943)
- Гершкович А. Л., подполковник, начальник химической службы (1943)
- Григорьев И., капитан, старший преподаватель артиллерии (1943)
- Лукашевич Б., старший лейтенант, преподаватель топографии (1943)
- Афанасенко И. В., подполковник, начальник цикла тактики (1945)
- Тенен Д. И., подполковник, начальник цикла тактики (1945)
- Солодовников Н. Д., подполковник, начальник цикла стрельбы зенитной артиллерии (1945)
- Радыгин Ф. И., подполковник, начальник социально-экономического цикла (1945)
- Лузин И. И., подполковник, начальник цикла материальной части ЗА (1945)
- Суслин А. И., подполковник, начальник цикла автомобильной подготовки (1945)
- Безносиков Г. Д., майор, начальник инженерной службы (1947)
- Усманский В. М., майор, преподаватель по приборам (1948)
- Карасов Г. М., майор, преподаватель по приборам (1948)
- Писарев В., капитан, преподаватель по радиотехнике (1948)
- Соколов А. И., майор, преподаватель по радиотехнической службе (1948)
- Рохлин Ю. И., подполковник, преподаватель социально-экономического цикла (1948)
- Измайлов В. П., капитан, преподаватель социально-экономического цикла (1948)
- Попков Ф. Д., подполковник, преподаватель истории военного искусства (1952)
- Романов Г. Г., майор, преподаватель истории военного искусства (1952)
- Рохлин Ю. М., подполковник, преподаватель цикла специально-экономических дисциплин (1952)
- Измайлов В. П., капитан, далее майор, кандидат наук, преподаватель цикла специально-экономических дисциплин (1952)
- Васильев П. Ф., капитан, преподаватель цикла специально-экономических дисциплин (1952)
- Мукасимов Г.Г, полковник, начальник цикла специально-экономических дисциплин (1958), Измайлов В. П., Гончар-Зайкин П. П., Беликов М. С., капитан, кандидат наук Кононов А. Н., Губанов М. А., Орлов С. В.
- Соков А. И., полковник, начальник цикла (1958), Бышевский Г. М., Мельник В. Я., Самсоненко С. Н., Купрейченко И. С.
- Якшин Н. М., полковник (1960)
- Жупиков П. Я., подполковник (1960)
- Мамай А. П., подполковник (1960)
- Сеньковский С. И., подполковник (1960)
- Скоков В. М., подполковник (1960)
- Кучерявый Т. Л., подполковник (1960)
- Алёшкин Г. И., майор (1960)
- Терёхин А. Г., майор (1960)
- Просин Н. В., полковник, начальник цикла
- Ходаковский А. В., полковник, начальник цикла
- Губанов М. Ф., майор (1963)
- Лоскутов И. Д., майор (1963)
- Стасюкайтис В. И., майор (1963)
- Шепель В.Н. полковник (1981 - 1997), преподаватель, старший преподаватель, профессор, начальник кафедры[17]
- Евставьев Е.В. майор (1983)
- Лемешко А.В. майор (1985)

- Чемеринский А. И. — командир дивизиона (1937)
- Лысак А. С. — курсовой командир (1937)
- Гончаренко А., старший лейтенант, командир батареи (1939)
- Степченко Ф. А., подполковник, командир 2 дивизиона (1942)
- Цыганов Л., майор, командир 3 дивизиона (1942)
- Колесов С., майор, командир 1 дивизиона (1942)
- Глушко А., майор, командир 4 дивизиона (1942)
- Болтенко Н. И., полковник, командир дивизиона (1945)
- Мироненко Г. А., подполковник, командир дивизиона (1945)
- Мельниченко С. В., капитан (воинское звание), командир батареи (1945)
- Купрейченко И. С., капитан (воинское звание), командир батареи (1945)
- Лысак А. С., капитан (воинское звание), командир батареи (1945)
- Быков В. Е., капитан (воинское звание), командир батареи (1945)
- Шилов И. И., капитан (воинское звание), командир батареи (1945)
- Горовацкий Я. М., старший лейтенант, командир батареи (1945)
- Рукавишников М. И., старший лейтенант, командир батареи (1945)
- Плаксин В. Ф., подполковник, командир дивизиона (1947)
- Анисимов Н. А., капитан (воинское звание), командир батареи (1947)
- Гришин П. В., капитан (воинское звание), командир батареи (1947)
- Похитун Г. К., майор, командир батареи (1961)
- Касаткин В. А., майор, командир батареи (1961)
- Плаксин В. Ф., подполковник, командир дивизиона (1956)
- Ковалёв Л. Е.
- Туник И. Г.
- Бартельс Э. И.
- Осетров Ю. Л.
- Чупрыненко И. А.
- Кулагин Л. И., капитан (воинское звание), командир батареи
- Денисов А. А., полковник, командир дивизиона

- Бондарев, Юрий Васильевич, советский писатель,  (1984), Лауреат Ленинской (1972) и двух Государственных премий СССР (1977, 1983).
- Бондарь, Антон Филиппович, , лейтенант
- Брыкин Алексей Александрович,, майор
- Быков, Борис Иванович, , лейтенант
- Кайдалов, Константин Потапович,
- Краскевич, Евгений Михайлович (1941), генерал-лейтенант
- Козлов, Виктор Михайлович,
- Корсаков, Пётр Иванович,
- Павлов, Константин Матвеевич (1946), , майор
- Пивоваров, Михаил Евдокимович, , капитан (воинское звание)
- Сорокин, Иван Петрович, , полковник
- Сеин, Анатолий Иванович (выпуск 1959 года) — советский военачальник. Генерал-майор
- Степанов, Алексей Михайлович (1964) — контр-адмирал ВМФ СССР, учился в 1961—1964 годах в Оренбургском зенитном артиллерийском училище (умер 24 июля 2015 года в городе Балаково на 72 году жизни).
- Френкель, Ян Абрамович (1942), советский композитор-песенник, Народный артист СССР (1989), лауреат Государственной премии СССР (1982).
- Хачатуров, Азат Алексеевич (1966) Советский военачальник.
- Чесноков, Юрий Тимофеевич (1947), командующий войсковой ПВО-первый заместитель Главнокомандующего войсками ПВО, командующий войск ПВО СВ (1981—1991), генерал-полковник
- Эшпай, Андрей Яковлевич (1943), советский и российский композитор, пианист.
- Слюсар, Вадим Иванович (1985), доктор технических наук, профессор, Заслуженный деятель науки и техники Украины

## Изучаемое вооружение и военная техника
- 1936 г. — 76 мм зенитная пушка, ПУАЗО-1, ПУАЗО-2;
- 1939 г. — 37 мм зенитная пушка, 85 мм зенитная пушка, ПУАЗО-3;
- 1942 г. — радиолокационная станция оружейной наводки (СОН);
- 1943 г. — 87,6 мм зенитная пушка;
- 1944 г. — ПУАЗО-14-5, СОН-2, 40 мм зенитная пушка;
- 1949 г. — 100 мм зенитная пушка КС-19;
- 1950 г. — 57 мм зенитная пушка С-60, ПУАЗО-7;
- 1959 г. — зенитный ракетный комплекс С-75 «Волхов»;
- 1965 г. — зенитный ракетный комплекс 2К11 «Круг»;
- 1984 г. — зенитный ракетный комплекс 9К37 «Бук»;
- 1984 г. — зенитная ракетная система С-300В;
- 1992 г. — радиолокационные станции разведки 9С15, 9С19, 1Л13.

## Список выпускников, занесённых на Доску почёта училища
1947 год — Королёв С. У., Цветков Д. М.
1948 год  — Воробьёв А. Е., Дундуков В. М., Жуков И. Я., Костенков В. М.
1949 год — Абрамов А. П., Анисимов Н. Ф., Козинов А. М., Кобец А. С., Потапов А. Т.
1950 год — Арсеньев В. И., Иванов В. Г., Курганов А. А., Ларионов Ю. Я., Мурзин Г. М., Соколов Л. И., Шувахин Ю. А.
1961 год - Рябоконь Владимир Филиппович
1972 год — Матросов В. Е., Махнёв А. В., Оршлет С. И., Зубков А. Н.
1973 год — Гаврилов В. Г.
1974 год — Целуйко Н. С.
1983 год  —  Богданов Н. П., Бурлаков А. А., Песков Н. В., Ротарь С. С., Трипкош В. А., Фёдоров А. В.
1984 год  —  Щипакин А. Ю., Агапов А. Г., Балакирев С. В., Васильев И. В., Федоренко А. Ю., Шавва Е. Б.
1985 год — Калашников А. М., Слюсарь В.И.
1986 год — Осминин А. Г.
1987 год  — Катрич О. Н., Човган Г. А.
1988 год  — Драгожилов С. А., Локотьков В. А., Попов В. К.
1993 год — Александров Д. Г., Синько Д. А.
1996 год — Бикбаев И. И.
2002 год — Гуськов А. П., Цинцадзе А. В.